# 김효진 (가수)
김효진(1994년 2월 3일 ~ )은 대한민국의 가수다. 세발까마귀로 활동하던 시절에는 이펙 킴이라는 예명을 썼다.

## 음반
- 프리스타일 타운 (2013)
- 내 딸, 금사월 OST Part 1 (2015)
- Coke & Smoke (2019)

### 세발까마귀
- Zombie Killer (2014)
- 불후의 명곡 - 전설을 노래하다 (리메이크 명곡 2편) (2015)
- 불후의 명곡 - 전설을 노래하다 (김지애&문희옥편) (2015)
- 불후의 명곡 - 전설을 노래하다 (구창모 2편) (2015)
- 불후의 명곡 - 전설을 노래하다 (작곡가 김정택편) (2015)
- 불후의 명곡 - 전설을 노래하다 (2015 슈퍼루키 쟁탈전) (2015)

## 방송
- 아마추어 나이트 (2012) - 우승

## 수상
- 2011년 MBBC 한국 비트박스 챔피언쉽 우승